# Liste der Provinzialstraßen in der Provinz Zeeland
Die Liste der Provinzialstraßen in der Provinz Zeeland ist eine Auflistung der Provinzialstraßen (niederländisch: provinciale wegen) in der niederländischen Provinz Zeeland.
Die Provinzialstraßen tragen eine N-Nummer. Es gibt aber auch nicht gekennzeichnete Provinzialstraßen. Bei den mit einer N-Nummer versehenen Provinzialstraßen werden zwei Klassen unterschieden. Die Provinzialstraßen erster Ordnung tragen in der Provinz Zeeland dreistellige N-Nummern, die mit der Ziffer 2 beginnen, diejenigen zweiter Ordnung beginnen in Zeeland mit der Ziffer 6.
Die erlaubte Höchstgeschwindigkeit beträgt innerhalb geschlossener Ortschaften 50 km/h. Außerhalb geschlossener Ortschaften beträgt sie in der Regel 80 km/h.

## Provinzialstraßen erster Ordnung
Der Straßenverlauf wird in der Regel von Nord nach Süd und von West nach Ost angegeben.
| Nr.   | Verlauf |
| ----- | --- |
| N 251 | N 253 – Aardenburg – Staatsgrenze – (N 410 in der Provinz Ostflandern, Belgien) |
| N 252 | Boerengat – – Wulpenbek – – Sluiskil – Sas van Gent – N 683 – Staatsgrenze – (N 474 in der Provinz Ostflandern, Belgien) |
| N 253 | (N 376 in der Provinz Westflandern, Belgien) – Staatsgrenze – Sint Anna ter Muiden – Staatsgrenze am südwestlichen Straßenrand – Staatsgrenze an einer Stelle am nordöstlichen Straßenrand – Sluis – N 251 – Draaibrug – Oostburg – in Schoondijke |
| N 254 | Middelburg – N 661 – – N 662 – Nieuwdorp – – N 667 – – N 665 – Eindewege – ’s-Heer Hendrikskinderen – /N 256/N 289 in Goes |
| N 255 | in Kamperland-West – Kamperland – N 256 |
| N 256 | in Zierikzee – Colijnsplaat – N 255 – Zandkreekdam – /N 254/N 289 in Goes |
| N 257 | – Philipsdam – N 657 – Provinzgrenze – (N 257 in der Provinz Noord-Brabant) |
| N 258 | – Drieschouwen – Absdale – N 290 in Hulst |
| N 286 | Stavenisse – Sint Maartensdijk – Scherpenisse – Poortvliet – N 659 – Tholen – N 656 – Provinzgrenze – (N 286 in der Provinz Noord-Brabant) |
| N 287 | N 288 in Westkapelle – Domburg – Oostkapelle – in Seeroskerke |
| N 288 | N 287 in Westkapelle – Het Kustlicht – Zoutelande – Biggekerke – Koudekerke – Vlissingen – Oost-Souburg – |
| N 289 | /N 254/N 256 in Goes – N 669 – N 670 – N 666 – – Biezelinge – – Schore – N 673 – – Kruiningen – Krabbendijke – Stationsbuurt – – – Provinzgrenze – ({N 289 in der Provinz Noord-Brabant)                                                           |
| N 290 | in Terneuzen – Zaamslag – N 689 – Terhole – Hulst – N 258 – N 690 – Sint Jansteen – N 692 – Kapellebrug – Staatsgrenze – (N 403 in der Provinz Ostflandern, Belgien)                                                                               |

## Provinzialstraßen zweiter Ordnung
Die in Kursivschrift angegebenen Strecken sind ehemalige Provinzialstraßen.
Der Straßenverlauf wird in der Regel von Nord nach Süd und von West nach Ost angegeben.
| Nr.   | Verlauf |
| ----- | --- |
| N 651 | N 652 in Renesse – Noordwelle – in Serooskerke                                                                                       |
| N 652 | N 652 – – Scharendijke – N 652 (Rundkurs) – N 651 – Renesse – in Haamstede                                                           |
| N 653 | in Serooskerke – N 655 – N 654 in Brouwershaven                                                                                      |
| N 654 | N 653 in Brouwershaven – Zonnemaire – Noordgouwe – Heesterlust – N 655 – in Zierikzee                                                |
| N 655 | N 653 – Nieuwerkerke – Kerkwerve – N 654                                                                                             |
| N 656 | N 657 in Sint Philipsland – Krabbenkreekdam – N 658 – Oud-Vossemeer – N 286 in Tholen                                                |
| N 657 | Sint Philipsland – N 656 – N 257 |
| N 658 | Sint-Annaland – N 656 |
| N 659 | N 286 – Oesterdam – N 289 |
| N 660 | N 288 in Koudekerke – Middelburg |
| N 661 | N 254 in Middelburg – N 288 – Vlissingen                                                                                             |
| N 662 | in Oost-Souburg – Ritthem – N 254 |
| N 663 | in Vrouwenpolder – Veere – in Middelburg                                                                                             |
| N 664 | – N 665 – Eindewege – ’s-Heer Hendrikskinderen – /N 256/N 289 in Goes                                                                |
| N 665 | Middelburg – – Arnestein – Nieuw- en Sint Joosland – – Lewedorp – N 254 – ’s-Heer Arendskerke – Heinkenszand – N 667 – Nisse – N 666 |
| N 666 | – ’s-Heerenhoek – Borsele – N 665 – ’s-Gravenpolder – N 669 – – N 289 – Kapelle – N 670                                              |
| N 667 | N 254 – ’s-Heerenhoek – N 665 in Heinkenszand                                                                                        |
| N 668 | Wolphaartsdijk – N 254 in ’s-Heer Hendrikskinderen                                                                                   |
| N 669 | N 289 in Goes – N 666 in ’s-Gravenpolder                                                                                             |
| N 670 | N 289 – N 666 – Kapelle – N 671 – N 673 in Yerseke                                                                                   |
| N 671 | Wemeldinge – N 670 in Kapelle |
| N 673 | Yerseke – N 670 – /N 289 |
| N 674 | Cadzand-Bad – Cadzand – N 675 – Zuidzande – N 253 – Oostburg                                                                         |
| N 675 | Sluis – N 674 – Nieuwvliet – Groede – N 676 – N 677 in Breskens                                                                      |
| N 676 | Fährhafen in Breskens – Breskens – N 677 – /N 253 in Schoondijke                                                                     |
| N 677 | Schoneveld – N 676 – Breskens – Slijkplaat – N 678 in Hoofdplaat                                                                     |
| N 678 | N 677 in Hoofdplaat – Driewegen – Nieuwlandsche Molen – in Biervliet                                                                 |
| N 681 | N 682 in Wulpenbek-West – Wulpenpek-Nord – N 682 in Wulpenbek-Ost                                                                    |
| N 682 | N 252 – N 681 – Wulpenbek – N 681 – – Hoek bei Terneuzen – – Zandplaat – Philippine                                                  |
| N 683 | N 252 in Sas van Gent – Westdorpe –                                                                                                  |
| N 684 | Zaamslag – N 685 in Magrette |
| N 685 | Magrette – N 684 – Vaartwijk – N 686 in Axel                                                                                         |
| N 686 | Terneuzen – Terneuzen-Süd – ... Unterbrechung ... – Axelsche Sassing – – N 685 in Axel                                               |
| N 689 | N 289 in Kruiningen – Kruiningen-Hafen – Westerschelde – Perkpolder-Hafen – Walsoorden – Kloosterzande – Kuitaart – N 290 in Terhole |
| N 690 | N 290 in Hulst – N 691/N 692 in Clinge                                                                                               |
| N 691 | N 690/N 692 in Clinge – Nieuw-Namen – Staatsgrenze – (N 451 in der Provinz Ostflandern, Belgien)                                     |
| N 692 | N 290 in Sint-Jansteen – N 690/N 691 in Clinge                                                                                       |